# Kareda (Järva)
Kareda (Duits: (Groß-)Karreda) is een plaats in de Estlandse gemeente Järva, provincie Järvamaa. De plaats heeft de status van dorp (Estisch: küla).
Tot in oktober 2017 viel Kareda onder de gemeente Kareda (waarvan het overigens niet de hoofdplaats was; dat was Peetri). In die maand ging de gemeente op in de fusiegemeente Järva.

## Bevolking
Het dorp had 54 inwoners op 31 december 2011 en ook 54 inwoners op 31 december 2021.

## Ligging
De rivier Esna, een zijrivier van de Pärnu, komt eerst door het dorp en vormt daarna de grens met het westelijke buurdorp Öötla. Ten zuiden van Kareda ligt het natuurreservaat Kareda looduskaitseala.

## Geschiedenis
Kareda werd voor het eerst genoemd in 1212 onder de naam Carethen in de Kroniek van Hendrik van Lijfland. In 1686 was de naam Karreda. De plaats behoorde toen tot het landgoed van Esna. In 1716 heette de plaats Groß-Carreda (Estisch: Suur-Kareda). Toen was een landgoed Klein-Carreda afgesplitst van Esna. Klein-Carreda bestaat nog steeds onder de Estische naam Väike-Kareda.